# Petroplus Raffinage Reichstett
Petroplus Raffinage Reichstett (PRR) était une société de raffinage de pétrole, installée à Reichstett, en Alsace, où se trouve son seul site de raffinage en France. Elle est née en avril 2008 de l'acquisition par le groupe Petroplus de la Compagnie rhénane de raffinage. Il s'agit d'une raffinerie relativement petite, comparée aux autres raffineries européennes du groupe.
La raffinerie se trouve en majorité sur le ban communal de Vendenheim.
Lourdement déficitaire, elle a fait l'objet d'une liquidation judiciaire le 10 février 2014.

## Histoire
La société PRR n'est née qu'en 2008. Le site, quant à lui, existe depuis 1963, et il appartenait initialement à la Compagnie rhénane de raffinage (CRR), fondée par cinq importants raffineurs de pétrole, dont Shell. Ce dernier est devenu propriétaire à 100 % en 2007, avant de vendre la CRR à Petroplus, en avril 2008.
Petroplus a annoncé en décembre 2010 sa volonté de fermer la raffinerie. Ce site, en bon état technique à la suite des travaux réalisés lors des derniers arrêts, sera transformé en dépôt pétrolier. Le 17 septembre 2012 doit être annoncée la décision du tribunal de commerce de Strasbourg sur le sort de la raffinerie, arrêtée depuis avril 2011 et qui doit être reconvertie.

## Activité

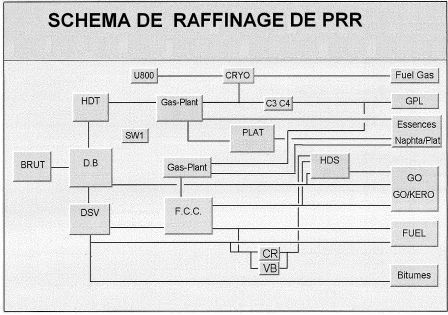
Schéma de raffinage de PRR

PRR, comme toutes les raffineries de pétrole, produit, à partir du pétrole brut et à travers nombre de traitements différents, une large gamme de produits dérivés, des plus lourds, comme le bitume, aux plus légers, comme le GPL, en passant par les fiouls et les carburants, ces derniers constituant la principale activité du site.
Le pétrole brut arrive par l'oléoduc Sud-Européen depuis Fos-sur-Mer, où il est déchargé des pétroliers en provenance de Mer Baltique, Mer du Nord, Amérique Latine, Afrique, Moyen-Orient, et du bassin méditerranéen.
Il s’agit d’une relativement petite raffinerie, la plus petite du groupe Petroplus après celle de Cressier (Neuchâtel), en Suisse ; elle emploie 260 salariés, en plus de la moyenne de 100 travailleurs d’entreprises extérieures présents quotidiennement sur le site. La production est d’environ 85 000 barils par jour (bbl/j), la moyenne du groupe étant à 115 000 bbl/j, et la plus importante à 172 000 bbl/j, à Coryton, R.-U. Outre les carburants, qui constituent le marché principal du site (composés aussi des gazoles industriels et des gaz propane et butane), la raffinerie crée également des produits destinés aux industries pétrochimiques, qui restent donc dans le domaine de la production, et non de la distribution et de la vente comme les |carburants.

## Sécurité et environnement
L'établissement est classé Seveso II, niveau haut et dispose d'un Plan Particulier d'Intervention (P.P.I.) et fait l'objet d'un plan d'opération interne (P.O.I.) régissant les procédures d'alerte et l'organisation des secours à l'intérieur de l'établissement.
Son site de vaste étendue constitue également une réserve pour la faune et la flore sauvage de la plaine du Rhin.